# Borgslægtens historie
Borgslægtens historie er en dansk stumfilm fra 1920, der blev optaget i 1919 i Island. Filmen er instrueret af Gunnar Sommerfeldt og baseret på en roman skrevet af Gunnar Gunnarsson. Filmens manuskript er skrevet af Valdemar Andersen.
Borgslægtens Historie II havde premiere 7. september 1920, ti dage efter "Borgslægtens Historie".
Filmen blev distribueret internationalt under navnene Af Borgslægtens Historie, Die Schande der Örlygssons, Der Teufelspriester, Sons of the soil, Histoire d'une famille islandaise, Historia de una familia islandesa, Detrás de la conciencia, Borgsläkten, Borgslegtens historie og Saga borgarættarinnar.

## Medvirkende
- Guðmundur Thorsteinsson – Ormar Örlygsson
- Elisabet Jacobsen – Snæbjörg, kaldet Bagga, enkens datter
- Frederik Jacobsen – Örlygur, konge på Borg
- Ove Kuhl – Den unge Ørlygur, Runas søn
- Gunnar Sommerfeldt – Ketill Örlygsson
- Inge Sommerfeldt – Alma, Vivilds datter
- Ingeborg Spangsfeldt – Rúna, Örlygurs plejedatter
- Gudrun Indriadottir – Enken på Bolli
- Bertel Krause – Kaptajn Janzen
- Victor Neumann – Professor Grahl
- Philip Bech – Bankier Vivild
- Karen Lund
- Stefanía Guðmundsdóttir

## Eksterne Henvisninger
- Borgslægtens historie på Internet Movie Database (engelsk)
- Borgslægtens historie på Filmdatabasen
- Borgslægtens historie på danskefilm.dk
- Borgslægtens historie på danskfilmogtv.dk
- Borgslægtens historie i Svensk Filmdatabas (svensk)
- Borgslægtens historie på The Movie Database (engelsk)